# Tiddis

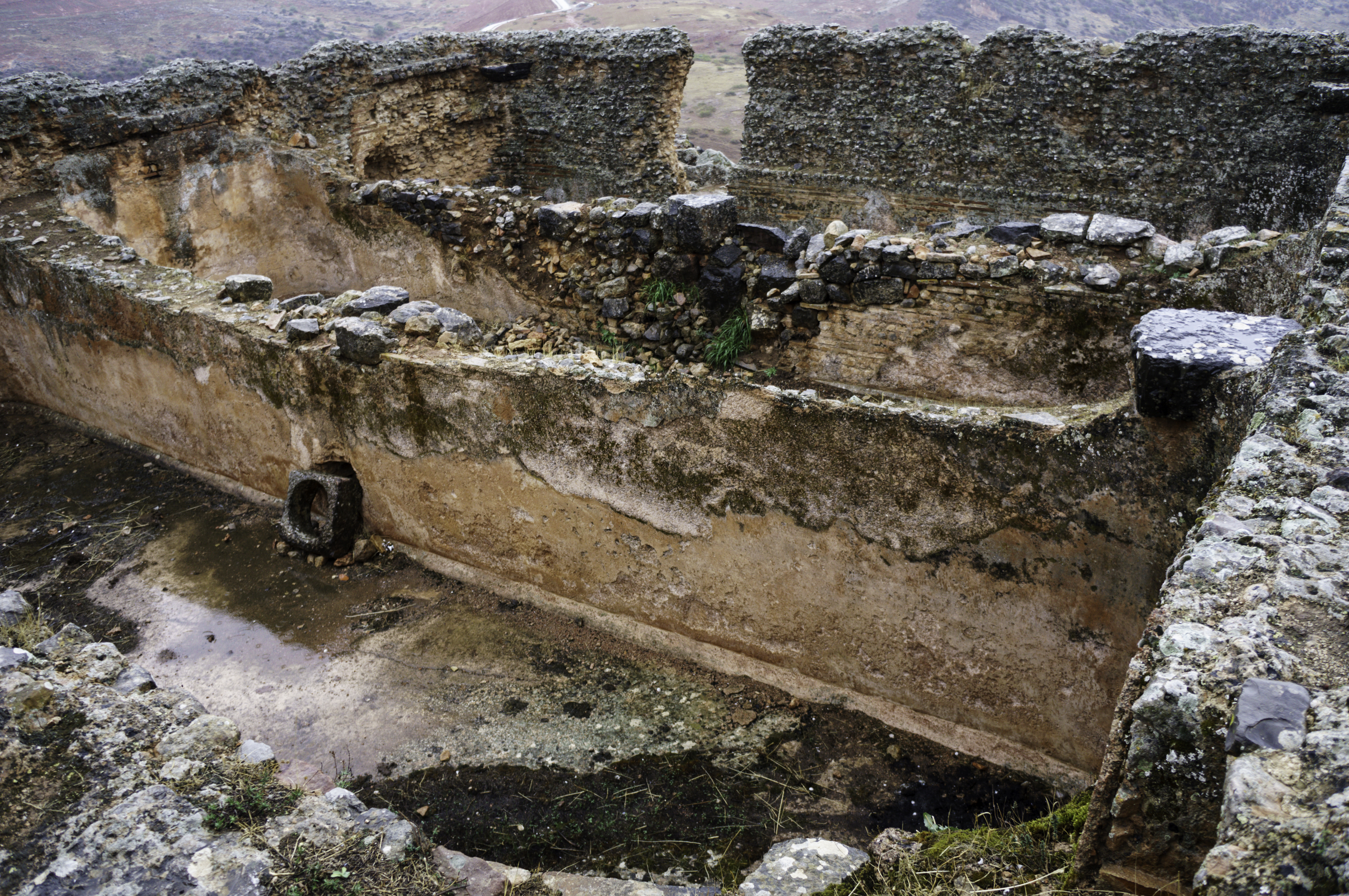
Cisterne romane

Tiddis (Castellum Tidditanorum) è una città romana dell'odierna Algeria, che dipendeva da Cirta (Costantina). La località, che in epoca moderna aveva preso il nome di Ksantina el Kedima, si trova all'ingresso delle gole del Khreneg, formate dal uadi Rhummel, su un pianoro elevato sulle pendici meridionali della montagna, in posizione facilmente difendibile. 
La sepolture più antiche della necropoli hanno restituito esemplari di ceramica con decorazione dipinta che suggeriscono una origine del centro berbera. Nel II e I secolo a.C. sono presenti ceramica di importazione e iscrizioni puniche, che testimoniano l'influenza di Cirta. Dopo la conquista romana, appartenne al territorio della confederazione della Respublica IIII coloniarum Cirtensium, che aveva uno statuto particolare nell'ambito della provincia.
La città era articolata su terrazze scavate nella roccia, collegate tra loro da vie in pendenza o da scale. La mancanza di sorgenti determinò la costruzione di numerose cisterne per garantire l'approvvigionamento idrico.
Tra i monumenti cittadini sono le mura, con una porta monumentale, terme con cisterne, costruite da Marco Cocceio Anicio Fausto alla metà del III secolo e un tempio dedicato a Saturno, nella parte più elevata della città, che ha restituito numerose stele, oggi conservate nel museo di Costantina. Erano inoltre presenti installazioni industriali per la produzione di ceramiche e un santuario mitraico del IV secolo. Fuori della città si conserva il mausoleo costruito da Quinto Lollio Urbico, nativo di Tiddis e figlio di un proprietario terriero berbero, che era divenuto praefectus urbis nella capitale sotto Antonino Pio. Nel V secolo fu sede vescovile e due basiliche cristiane sono state identificate negli scavi.
La presenza di ceramica attesta la continuità di vita ancora nel X e XI secolo, ma in seguito la città venne abbandonata.
Gli scavi archeologici sono stati condotti tra il 1940 e il 1973 da André Berthier